# Волхов Мост (платформа)
Во́лхов Мост — железнодорожный остановочный пункт на московском направлении Санкт-Петербургского региона Октябрьской железной дороги. Располагается в одноимённом пристанционном посёлке Чудовского района Новгородской области, в 300 м к северо-западу от моста через реку Волхов. Восточнее платформы расположена деревня Марьино.
На платформе останавливаются все проходящие через неё пригородные электропоезда.

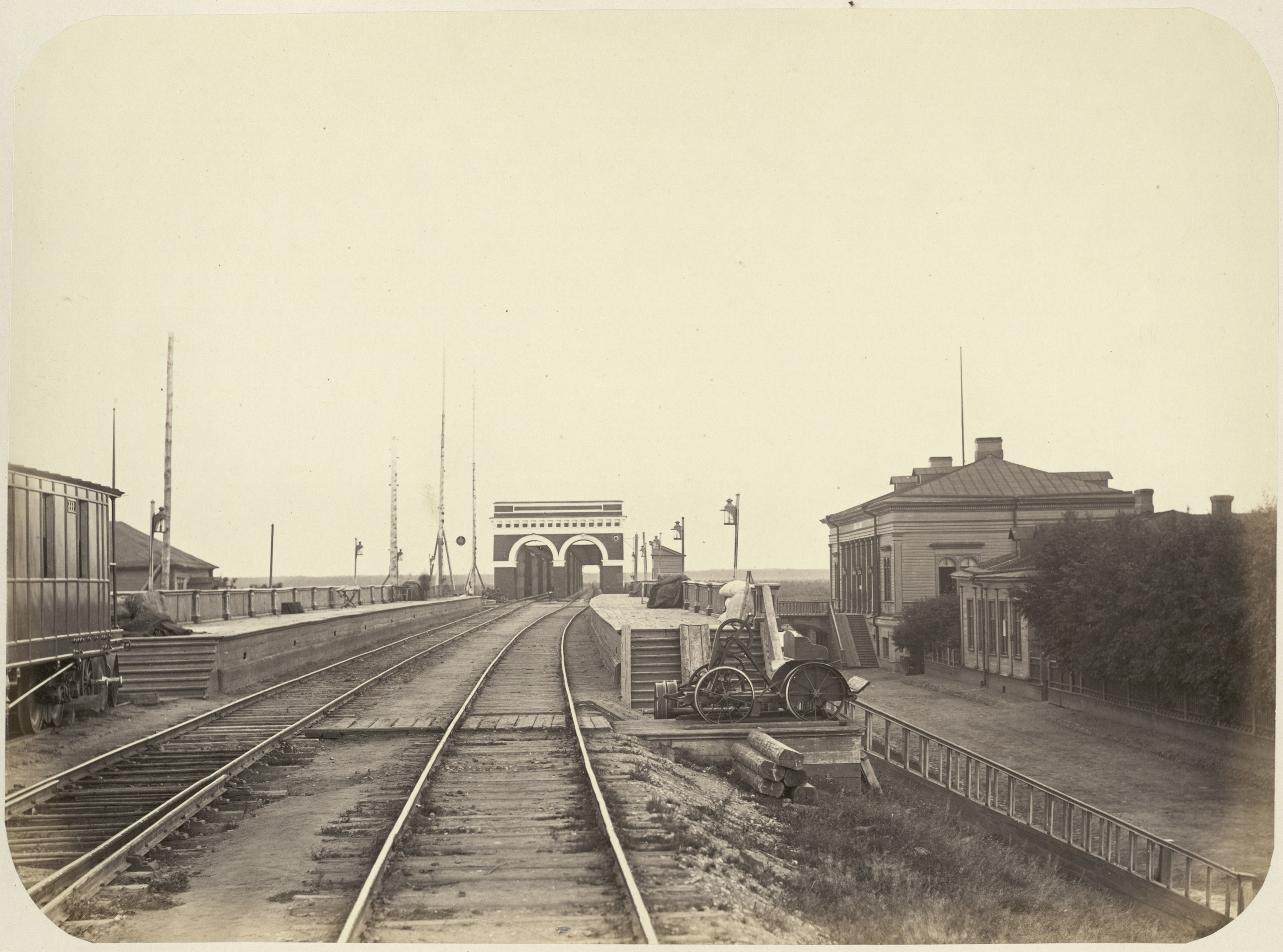
Остановочный пункт («приёмный пассажирский дом») Волхов. 1860-е годы.